# Pardosella massaiensis
Pardosella massaiensis là một loài nhện trong họ Lycosidae.
Loài này thuộc chi Pardosella. Pardosella massaiensis được Carl Friedrich Roewer miêu tả năm 1959.